# Laurie Bartram
Laurie Lee Bartram McCauley (St. Louis, 16 de maio de 1958 — Lynchburg, 25 de maio de 2007) foi uma atriz e dançarina de balé norte-americana. Ela é mais conhecida por seu papel de Brenda no filme de terror Friday the 13th, de 1980.

## Primeiros anos
Bartram nasceu em 16 de maio de 1958, em St. Luis, Missouri, filha de Larry e Lee Bartram. Era a filha do meio entre dois irmãos, Larry Jr. e Lane. Treinada como bailarina, fez parte quando jovem da companhia de balé profissional St. Louis Civic Ballet e do coro de dança do anfiteatro St. Louis Municipal Opera Theatre (Muny). Em 1975, foi selecionada pela companhia Balé Bolshoi para uma apresentação especial no Muny. Ela concluiu o ensino secundário em 1976 pela Kirkwood High School e então, com a intenção de continuar sua carreira como bailarina, mudou-se para Los Angeles. Ela também teve aulas de teatro na Califórnia.

## Carreira posterior
Em sua breve carreira na televisão e no cinema, Bartram apareceu no início da década de 1970 em alguns episódios da telessérie Emergency!, embora tenha sido creditada como Laurie Brighton. Fez sua estreia no cinema em 1974 no terror The House of Seven Corpses, no papel de Debbie, ainda que não tenha recebido crédito em tela por sua participação. No final da década de 1970, apareceu em Another World, uma soap opera da NBC, interpretando a personagem recorrente Karen Campbell; com base em seu desempenho nessa produção, ela mudou-se para Nova Iorque, em busca de novas oportunidades na indústria do entretenimento.
Em 1980 a atriz interpretou Brenda, uma monitora de acampamento que se torna uma das vítimas de misteriosos assassinatos em Friday the 13th, longa-metragem que originou uma das franquias de terror mais populares do cinema; esse papel foi seu último trabalho cinematográfico e o maior destaque de sua carreira. Depois de Friday the 13th, ela dirigiu e coreografou diversas produções de teatro locais, trabalhou como figurinista e também foi locutora em peças publicitárias de várias empresas locais.

## Vida pessoal
Depois de deixar a indústria do entretenimento no início da década de 1980, Bartram se tornou uma cristã renascida, passando a congregar na Igreja Presbiteriana Evangélica e na Igreja Presbiteriana Redeemer. Ela decidiu dar continuidade aos estudos e frequentou a Liberty Baptist College (atual Liberty University), onde conheceu seu futuro marido, Gregory McCauley. O casal teve cinco filhos: Lauren, Scott, Jordan, Francis e Isabelle, todos educados em casa durante 15 anos.

### Morte
Por volta de 2007, Bartram foi diagnosticada com câncer de pâncreas em estágio inoperável. Ela foi internada em uma unidade de cuidados paliativos em Lynchburg, Virgínia, e morreu em 25 de maio de 2007, nove dias após seu quadragésimo nono aniversário.

## Filmografia
| Ano       | Título                     | Papel          | Notas                                                 | Ref.   |
| --------- | -------------------------- | -------------- | ----------------------------------------------------- | ------ |
| 1973      | Emergency!                 | Jill           | Episódio: "Seance" Creditada como Laurie Brighton     | [ 12 ] |
| 1973      | Emergency!                 | Karen          | Episódio: "Snake Bite" Creditada como Laurie Brighton | [ 6 ]  |
| 1974      | The House of Seven Corpses | Debbie         | Longa-metragem; não creditada                         | [ 7 ]  |
| 1978-1979 | Another World              | Karen Campbell | Telessérie                                            | [ 2 ]  |
| 1980      | Friday the 13th            | Brenda         | Longa-metragem                                        | [ 2 ]  |